# Fernand Van den Corput
Pour les articles homonymes, voir Corput.
Fernand Louis Henri François van den Corput, né à Bruxelles le 11 janvier 1872 et mort à Uccle le 17 janvier 1948, est un homme politique belge.

## Fonctions et mandats
- Membre de la Chambre des représentants de Belgique : 1921-1932
- Gouverneur de la Province de Luxembourg : 1932-1940, 1944-1945

## Sources
- P. Van Molle, "Het Belgisch parlement", p. 337.
- E. Gerard, "De christelijke arbeidersbeweging in België 1891-1991", dl. 2, 96.

- Ressource relative à plusieurs domaines :   - ODIS